# دلي رباط (بابويي)
دلي رباط (بالفارسية: دلی رباط) هي مستوطنة تقع في إيران في قسم بابويي الريفي. يقدر عدد سكانها بـ 103 نسمة.